# ألكسندر باستريكين
ألكسندر إيفانوفيتش باستريكين (مواليد 27 أغسطس 1953) (بالروسية: Алекса́ндр Ива́нович Бастры́кин) هو مسؤول روسي، النائب الأول السابق للمدعي العام لروسيا، والرئيس السابق للجنة التحقيق التابعة لمكتب المدعي العام.
منذ 15 يناير 2011، يشغل باستريكين منصب رئيس لجنة التحقيق الفيدرالية الروسية.

## مسيرته
تخرج ألكسندر باستريكين من قسم القانون في جامعة لينينغراد الحكومية (جامعة سانت بطرسبرغ الحكومية حاليا) عام 1975، وكان زميلاً لفلاديمير بوتين.
في عام 2007، أنشأ الرئيس فلاديمير بوتين لجنة التحقيق التابعة لمكتب المدعي العام، وهي مستقلة بحكم الواقع عن مكتب المدعي العام، وأصبح باستريكين أول رئيس لها.

### تفجير نيفسكي إكسبريس 2009
في 28 نوفمبر 2009، باعتباره رئيس لجنة التحقيق في مسرح تفجير نيفسكي إكسبريس عام 2009، أصيب باستريكين بقنبلة ثانية وتم نقله للمستشفى. وقيل إن القنبلة الثانية استهدفت المحققين، وتم تفجيرها بواسطة هاتف محمول.

### تصريح الإقامة السري والعقارات في جمهورية التشيك
في 26 يوليو 2012، نشر المدون والناشط في مجال مكافحة الفساد الروسي أليكسي نافالني وثائق تشير إلى أن باستريكين لديه تصريح إقامة ويمتلك عقارات في جمهورية التشيك. وكتب السيد نافالني أن تصريح الإقامة وإقامة العقارات في بلد مملوك لحلف الناتو -وهو تحالف عسكري معارض لروسيا- يجب أن يثير تساؤلات حول التصريح الأمني للسيد باستريكين للعمل في مجال تطبيق القانون والحصول على أسرار الدولة.

## روابط خارجية
- Michael Weiss. The Rise and Probable Fall of Putin's Enforcer // The Atlantic, Aug 12 2013